# Araças
Araças là một đô thị thuộc bang Bahia, Brasil. Đô thị này có diện tích 419,933 km², dân số năm 2007 là 11646 người, mật độ 27,73 người/km².